# 8150 Kaluga
8150 Kaluga (1985 QL4) là một tiểu hành tinh vành đai chính được phát hiện ngày 24 tháng 8 năm 1985 bởi N. S. Chernykh ở Đài vật lý thiên văn Crimean.